# مؤتمر الأمم المتحدة الثالث عشر لمنع الجريمة والعدالة الجنائية - الدوحة 2015
احتضنت العاصمة قطر الدوحة مؤتمر الامم المتحدة الثالث عشر لمنع الجريمة والعدالة الجنائية خلال الفترة من (12- 19) أبريل 2015 والذي يوافق الذكرى الستين لمؤتمرات منع الجريمة، ويشارك في فعالياته صناع السياسة والعاملون في مجال منع الجريمة والعدالة الجنائية من اجل المساهمة في صياغة جدول أعمال الامم المتحدة ومعاييرها بشأن منع الجريمة والعدالة الجنائية.
ويعتبر مؤتمر الأمم المتحدة لمنع الجريمة هو المحفل الأكبر والأكثر تنوُّعاً على مستوى العالم الذي يجمع الحكومات والمجتمع المدني والأوساط الأكاديمية والخبراء في مجال منع الجريمة والعدالة الجنائية. وكان لهذه المؤتمرات أثرها، على مدار ستين عاماً، في سياسات العدالة الجنائية وفي تعزيز التعاون الدولي على التصدِّي للمخاطر التي تهدِّد العالم من جراء الجريمة المنظَّمة العابرة للحدود الوطنية.
الموضوع الرئيسي للمؤتمر يتمثل في إدماج منع الجريمة والعدالة الجنائية في جدول أعمال الأمم المتحدة الأوسع من اجل التصدي للتحديات الاجتماعية والاقتصادية وتعزيز سيادة القانون على الصعيدين الوطني والدولي، ومشاركة الجمهور.

## خلفية عن مؤتمرات الجريمة ومؤتمر 2015
يجتمع صنَّاعُ السياسات والعاملون في مجال منع الجريمة والعدالة الجنائية كلَّ خمس سنوات للمشاركة في مؤتمر الأمم المتحدة لمنع الجريمة من أجل المساهمة في صوغ جدول أعمال الأمم المتحدة ومعاييرها بشأن منع الجريمة والعدالة الجنائية. وسوف يبحث مؤتمر الدوحة في عام 2015، الذي يوافق الذكرى الستين لمؤتمرات منع الجريمة، أفضل السبل الكفيلة بإدماج منع الجريمة والعدالة الجنائية في جدول أعمال الأمم المتحدة الأوسع نطاقاً.
ومؤتمر الأمم المتحدة لمنع الجريمة هو المحفل الأكبر والأكثر تنوُّعاً على مستوى العالم الذي يجمع الحكومات والمجتمع المدني والأوساط الأكاديمية والخبراء في مجال منع الجريمة والعدالة الجنائية. وكان لهذه المؤتمرات أثرها، على مدار ستين عاماً، في سياسات العدالة الجنائية وفي تعزيز التعاون الدولي على التصدِّي للمخاطر التي تهدِّد العالم من جراء الجريمة المنظَّمة العابرة للحدود الوطنية.
وهذه الممارسة المتمثلة في عقد مؤتمرات دولية لبحث المسائل ذات الصلة بمكافحة الجريمة كلَّ خمس سنوات يعود منشؤها إلى عام 1872، وكانت هذه المؤتمرات تُعقد تحت رعاية اللجنة الدولية للسجون، التي أصبحت فيما بعد اللجنة الدولية للشؤون الجزائية والإصلاحية. ثمَّ عُقد مؤتمر الأمم المتحدة الأول في جنيف في عام 1955.
وبعد ستين عاماً، يتواصل هذا التقليدُ باستضافة الحكومة القَطرية لمؤتمر الأمم المتحدة الثالث عشر في الدوحة. والموضوع الرئيسي للمؤتمر الثالث عشر هو «إدماج منع الجريمة والعدالة الجنائية في جدول أعمال الأمم المتحدة الأوسع من أجل التصدِّي للتحدِّيات الاجتماعية والاقتصادية وتعزيز سيادة القانون على الصعيدين الوطني والدولي ومشاركة الجمهور».

## المؤتمرات السابقة[2]

### المؤتمر الأول:جنيف،سويسرا(1955)
عقد في الفترة من (22) اغسطس إلى (3) سبتمبر وناقش معاملة الجانحين الاحداث والسجناء، وذلك بسبب ارتفاع عددهم في أوروبا عقب الحرب، وحضر المؤتمر (512) شخصا من (61) بلدا واقليما ومراقبون وممثلون للعديد من المنظمات الحكومية الدولية وغير الحكومية إلى جانب (235) مشاركا بصفة فردية. اقر المؤتمر مجموعة من القواعد الدنيا النموذجية لمعاملة السجناء حيث استند في ذلك على ما اقرته عصبة الامم من معايير.

### المؤتمر الثاني:لندن،المملكة المتحدة(1960)
عقد في الفترة من (8- 19) اغسطس، وكان محور اهتمام المؤتمر هو الاجرام الناشئ عن التغيرات الاجتماعية التي صاحبت التطور الاقتصادي السريع بما فيها جنوح الاحداث، وناقش إنشاء شرطة خاصة لمنع جنوح الاحداث وتاثير وسائل السجن القصير الامد وعمل السجناء وانتقال السجناء المفرج عنهم إلى الحياة المجتمعية، وأوصى المؤتمرُ بإنشاء أجهزة شرطة خاصة بقضاء الأحداث.

### المؤتمر الثالث: ستوكهولم،السويد(1965)
عقد في الفترة من (9- 18) اغسطس وشارك في فعالياته (74) من الممثلين للحكومات والجهات الأخرى، وركز المؤتمر في مناقشاته على تقديم المساعدة التقنية في ميدان منع الجريمة والعدالة الجنائية، واجراء بحوث في الاجرام موجهة نحو منع الجريمة ونحو التدريب المهني، والتوصية باستخدام مستشارين اقليمين للامم المتحدة.

### المؤتمر الرابع: كيوتو،اليابان(1970)
كان أول اجتماع يعقد خارج القارة الأوروبية وعقد خلال الفترة من (17- 26) اغسطس وكان المحور الأساسي للاجتماع هو (الجريمة والتنمية) كما ناقش المؤتمر تنفيذ القواعد الدنيا النموذجية لمعاملة السجناء في كل دولة على حدة. ودعا المؤتمرُ الرابع إلى تحسين التخطيط لمنع الجريمة بغرض تحقيق التنمية الاقتصادية والاجتماعية.

### المؤتمر الخامس: جنيف،سويسرا(1975)
عقد خلال الفترة من (1-12) سبتمبر وكان الموضوع المحوري للمؤتمر هو (منع الجرمية ومكافحتها- التحدى الماثل في الربع الاخير من القرن)، وحضر المؤتمر قرابة (1000) ممثل ل (101) بلدا ومنظمة، أقرَّ المؤتمرُ الخامس إعلانَ حماية جميع الأشخاص من التعرُّض للتعذيب وغيره من ضروب المعاملة القاسية أو العقوبة القاسية أو اللاإنسانية أو المهينة.

### المؤتمر السادس:كاراكاس،فنـزويلا(1980)
كان أول مؤتمر يتم عقده في بلد نام، حيث عقد خلال الفترة من (25) اغسطس إلى (5) سبتمبر وعرضت على المؤتمر أول دراسة استقصائية مفصلة تعدها الامم المتحدة عن الجريمة في مختلف انحاء العالم استنادا إلى معلومات واردة من (65) دول عضوة.
وتضمنت التوصيات قواعد دنيا نموذجية بشأن قضاء الاحداث ومشاركة الناس في منع الجريمة وتحسين الاحصائيات والقضاء على عمليات الإعدام دون محاكمة.

### المؤتمر السابع:ميلانو،إيطاليا(1985)
عقد خلال الفترة من (26) اغسطس إلى (5) سبتمبر حيث حمل شعار (منع الجريمة من أجل الحرية والعدالة والسلم والتنمية) اوصى الجمعية العامة بأن تعتمد صحكوكا أخرى أرست المعايير الأساسية لإصلاح العدالة الجنائية هي: قواعد الأمم المتحدة النموذجية الدنيا لإدارة شؤون قضاء الأحداث (قواعد بكين) التي اعتمدتها الجمعية في قرارها 40/34 المؤرخ 29 نوفمبر 1985 والمبادئ الأساسية بشأن استقلال السلطة القضائية والاتفاق النموذجي بشأن نقل السجناء الأجانب (أول معاهدة ثنائية نموذجية) والتوصيات المتعلقة بمعاملة السجناء الأجانب

### المؤتمر الثامن:هافانا،كوبا(1990)
حضره أكثر من (1400) مشارك من (127) بلدا، وعقد خلال الفترة من (27) اغسطس إلى (7) سبتمبر، وكانت أبرز الاجندة التي تم مناقشتها سرقة الكنوز الأثرية ودفن النفايات الخطرة في مياه المحيطات وازدهار التجارة الدولية في المخدرات غير المشروعة والصلة الممهلكة بين تعاطي المخدرات والإصابة بالإيدز وكذلك انتشارهما بين نزلاء السجون. وأوصى المؤتمر الجمعية العامة بأن تعتمد صكوكا دولية أكثر من جميع المؤتمرات السابقة مجمتعة.

### المؤتمر التاسع:القاهرة،مصر(1995)
عقد خلال الفترة من (29) ابريل إلى (8) مايو تصدرت جدول الأعمال خطط لمكافحة العصابات الإجرامية عبر الوطنية والجرائم الاقتصادية من خلال تدعيم التعاون الدولي والمساعدة التقنية العملية لتعزيز سيادة القانون وكذلك تدابير لمكافحة غسيل الأموال. وركزت مناقشات المؤتمر التاسع على استكشاف المفاهيم والشواغل الجديدة في المجالات التالية (الجرائم العنيفة والجرائم الحرية وإجرام الشباب والعنف المرتكب ضد المرآة). كما ركَّز المؤتمرُ التاسع على التعاون الدولي والمساعدة التقنية العملية لتدعيم سيادة القانون في إطار موضوع «السعي إلى تحقيق الأمن والعدالة للجميع».

### المؤتمر العاشر:فيينا،النمسا(2000)
عقد خلال الفترة من (10- 17) ابريل وكان الموضوع الأساسي للمؤتمر هو (الجريمة والعدالة مواجهة تحديات القرن الحادي والعشرين)، وناقش المؤتمر الاتي:-
- كيفية تعزيز حكم القانون وتدعيم نظام العدالة الجنائية
- التعاون الدولي على مكافحة الجريمة المنظمة عبر الوطنية "التحديات الجديدة في القرن الحادي والعشرين
- منع الجرمية منعا فعالا
- الجناة والضحايا

اعتمد المؤتمرُ العاشر إعلانَ فيينا الذي يلزم الدول الأعضاء بتعزيز التعاون الدولي على مكافحة الجريمة العابرة للحدود الوطنية وإصلاح العدالة الجنائية.

### المؤتمر الحادي عشر:بانكوك،تايلند(2005)
يعتبر أول مؤتمر يعقد بعد أن عهد إلى مكتب الامم المتحدة المعني بالمخدرات والجريمة بان يكون القيم على ترويج لاتفاقيات الامم المتحدة لمكافحة الجريمة المنظمة عبر الوطنية والبرتكولات الملحقة بها، واتفاقية الأمم المتحدة لمكافحة الفساد وتنفيذها.
واعتمد المؤتمرُ الحادي عشر إعلانَ بانكوك، الذي يمثِّل وثيقةً سياسيةً بالغة الأهمية ترسي أسس تعزيز جهود التعاون والتنسيق الدولية في مجال منع الجريمة ومكافحتها وتبيان الاتجاهات الكفيلة بتعزيزها.

### المؤتمر الثاني عشر:سلفادور،البرازيل(2010)
عقد خلال الفترة من (12- 19) ابريل تحت عنوان (استراتيجيات شاملة لتحديات عالمية: نظم منع الجريمة والعدالة الجنائية وتطورها في عالم متغير) وناقش المؤتمر ثلاثة محاور رئيسة من خلال إنشاء نظام للعدالة الجنائية كركيزة أساسية في هيكلة سيادة القانون، تسليط الضوء على الدور المحوري لنظام العدالة الجنائية في مجال التنمية، إضافة إلى التأكيد على الحاجة لمقاربة شاملة لإصلاح نظام العدالة الجنائية لتعزيز قدرة نظم العدالة الجنائية في التعامل مع الجريمة، ضلاً عن تحديد الانماط الجديدة من الجريمة والتي تشكل خطرا على المجتمعات في جميع أنحاء العالم واكتشاف السبل لوقاية منعها والسيطرة عليها.
وتضمن جدول أعمال المؤتمر ثمانية بنود تغطي المسائل التالية:
- الأطفال والشباب والجريمة.
- الإرهاب.
- الوقاية من الجريمة.
- تهريب المهاجرين والاتجار بالأشخاص.
- غسل الأموال.
- جرائم الانترنت أو الشبكة العنكبوتية.
- التعاون الدولي في مكافحة الجريمة.
- والعنف ضد المهاجرين وأسرهم.

أبرز المؤتمرُ الثاني عشر الدورَ المحوري للعدالة في التنمية، وأكَّد على الحاجة إلى اتِّباع نهج كلِّي في إصلاح نظام العدالة الجنائية لتعزيز قدراتها، وضرورة استكشاف سبل كفيلة بمنع ومكافحة الأشكال المستجدَّة للجريمة على مستوى العالم.

## أجندة مؤتمر الدوحة2015
في إطارالموضوع الرئيسي للمؤتمر والذي يتمثل في «إدماج منع الجريمة والعدالة الجنائية في جدول أعمال الأمم المتحدة الأوسع من اجل التصدي للتحديات الاجتماعية والاقتصادية وتعزيز سيادة القانون على الصعيدين الوطني والدولي، ومشاركة الجمهور» سوف يتناول المؤتمر في جدول أعماله المحاور التالية
- التجارب الناجحة في تنفيذ السياسات والاستراتيجيات الشاملة لمنع الجريمة والعدالة الجنائية من أجل تعزيز سيادة القانون على الصعيدين الوطني والدولي ودعم التنمية المستدامة والتحديات الماثلة في هذا المجال؛
- التعاون الدولي، بما في ذلك التعاون على الصعيد الإقليمي، لمكافحة الجريمة المنظَّمة العابرة للحدود الوطنية؛
- النُّهُج الشاملة المتوازنة لمنع ظهور أشكال جديدة ومستجدَّة للجريمة العابرة للحدود الوطنية والتصدِّي لها على نحو ملائم؛
- النُّهُج الوطنية المتعلقة بمشاركة الجمهور في تعزيز منع الجريمة والعدالة الجنائية.

## اجتماعات اقليمية
اعتمدت الجمعية العامة القرار 67/184، بعنوان «متابعة نتائج مؤتمر الأمم المتحدة الثاني عشر لمنع الجريمة والعدالة الجنائية والأعمال التحضيرية لمؤتمر الأمم المتحدة الثالث عشر لمنع الجريمة والعدالة الجنائية»، في 20 كانون الأول/ديسمبر 2012. وحثت الجمعية العامة (الفقرة 12 من القرار) المشاركين في الاجتماعات التحضيرية الإقليمية على دراسة البنود والموضوعات المدرجة في جدول الأعمال ومواضيع ورشات العمل للمؤتمر الثالث عشر وتقديم توصيات عملية لتكون بمثابة أساس لمشروع التوصيات والاستنتاجات لينظر فيها المؤتمر.
وكانت الاجتماعات التحضيرية الإقليمية لنسخة قطر كالآتي: 
1. الاجتماع التحضيري الإقليمي لأسيا والمحيط الهادئ (بانكوك، تايلاند، 22-24 يناير 2014).
2. الاجتماع التحضيري الإقليمي لغرب آسيا (الدوحة، قطر، 3-5 فبراير 2014).
3. الاجتماع التحضيري الإقليمي لأمريكا اللاتينية ومنطقة البحر الكاريبي (فبراير 2014).
4. الاجتماع الأفريقي الإقليمي التحضيري (أديس أبابا، إثيوبيا، 9-11 أبريل 2014).[3]

## استعدادات الدولة المستضيفة للمؤتمر
جاءت الموافقة على طلب قطر استضافة مؤتمر الامم المتحدة الثالث عشر لمنع الجريمة بتأييد الجمعية العامة في الأمم المتحدة في قرارها 65/230 لعام 2011، والذي أمن على الفقرة التي تتضمن موافقة الامم المتحدة في «اعلان سلفادور» في البرازيل في ختام المؤتمر الثاني عشر بالبرازيل على استضافة قطر للمؤتمر الثالث عشر.
وقد أكملت دولة قطر استعداداتها لاستضافة المؤتمر في مركز قطر الوطني للمؤتمرات خلال الفترة من 12-19 أبريل 2015.

### تشكيل اللجنة التحضيرية
تم تشكيل اللجنة التحضيرية للإعداد والتحضير لاستضافة مؤتمر منع الجريمة والعدالة الجنائية للعام 2015م بموجب قرار وزير الداخلية رقم (38) لسنة 2013 م من 18 عضواً (ارتفع عددهم لاحقاً الي عشرين عضو) برئاسة اللواء د. عبد الله يوسف المال، مستشار وزير الداخلية للشئون القانونية. ضمت اللجنة في عضويتها الجهات التالية:
	*ممثلين عن الامانة العامة لمجلس الوزراء..
	*ممثلين عن وزارة الداخلية.
	*ممثلين عن وزارة الخارجية. 
- ممثل عن وزارة العدل.

	*ممثل عن النيابة العامة.
	*ممثل عن مؤسسة قطر للتربية والعلوم وتنمية المجتمع.
- مندوب قطر الدائم لدى الامم المتحدة والمنظمات الدولية.[4]

### زيارات اللجنة التحضيرية
منذ أن قبلت الجمعية العامة للأمم المتحدة عرض حكومة قطر بخصوص استضافة المؤتمر شرعت دولة قطر في الإجراءات التنظيمية والإدارية والفنية بصورة تليق بأهمية المناسبة وتعكس مكانة الدولة وقدرتها على تنظيم الفعاليات والمنابر الدولية المهمة، حيث تمثِل استضافة هذا المؤتمر الدولي تحدياً للدولة ومسؤولية وطنية وإقليمية ودولية بل وإنسانية، لتنظيم تجمُّع دولي يضم قادة الدول ورؤساء الحكومات، وواضعي السياسات ومنفذيها، ومنظمات المجتمع المدني في مجال منع الجريمة والعدالة الجنائية، لغرض مواجهة التحديات المتصاعدة التي تُمثلها الجريمة المنظمة والمخدرات والإرهاب، وصولاً إلى عالم أكثر أمنًا ونظامًا جنائيًا أكثر عدلاً.
وفي هذا المحور قامت اللجنة التحضيرية برئاسة اللواء الدكتور / عبد الله يوسف المال مستشار وزير الداخلية وعدد من اعضائها بالعديد من الزيارات الخارجية التي شملت (الولايات المتحدة، بريطانيا، كندا، فيينا، البرازيل، الصين، اليابان، تايلاند، أندونيسيا، بلجيكا، فرنسا) بالتنسيق مع فريق من خبراء الامم المتحدة المعنيين شملت العديد من الدول في إطار التحضير وشرح إستعدادات دولة قطر اللوجستية لاستضافة هذا الحدث الأممي المهم، بالإضافة إلى النقاش حول الموضوعات المدرجة على جدول أعمال المؤتمر والاتفاق على التعاون والتنسيق المشترك بين وفود الدول، إلى جانب النقاشات والمشاورات حول إعلان الدوحة 2015م.

### اجتماعات الخبراء
حظيت المناقشات والمشاورات في اجتماع الخبراء الحكوميين حول التحضيرات لمؤتمر الامم المتحدة الثالث عشر لمنع الجريمة والعدالة الجنائية والذي استضافته دولة قطر على مدى ثلاثة أيام خلال الفترة من 27 حتى 29 سبتمبر 2014م بفندق شرق بمشاركة العديد من ممثلي الدول الاعضاء في الجمعية العامة للأمم المتحدة، وكذلك مسئولي مكتب الامم المتحدة المعنى بالمخدرات والجريمة حظيت باهتمام دولى كبير حيث شارك في الاجتماع أكثر من 120 مشاركا يمثلون 42 دولة وكان الهدف من الاجتماع المشاركة الفعالة من الدول للتحضير للمؤتمر تمهيدا للوصول لإعلان الدوحة حيث تبادل المشاركون الافكار التي تتضمن اعلان الدوحة وتوصلوا إلى رؤية تساهم في خروج اعلان الدوحة بالشكل المطلوب.

### أعمال تحضيرية
اضطلع المندوب الدائم لدولة قطر بالأمم المتحدة واللجنة التنظيمية للمؤتمر، بدورٍ نشطٍ في عكس وإبراز المسائل المتصلة بالأعمال التحضيرية للمؤتمر والتي قطَعَت -بحسب تصريحات مسؤولين باللجنة-شوطًا طويلاً وبلغت مرحلة متقدمة، من أجل ضمان نجاح هذا الحدث الدولي الكبير، واستثماره لتقديم نموذج عصري وإثراء التجربة الوطنية والأممية التي اكُتسبت خلال السنوات الماضية في هذا المجال، وذلك بالاستفادة من خبرات الدولة وتجربتها في عقد المؤتمرات لتهيئة الظروف المناسبة لإخراجه بالصورة المثلى.
الخطوات التحضيرية للمؤتمر والمتمثلة في التحضيرات اللوجستية والفنية والتكنولوجية تمَ استعراضها خلال اجتماعات ومشاورات أجراها الوفد القطري بالتنسيق مع مكتب الأمم المتحدة المعني بالمخدرات والجريمة، والدول الأعضاء بهدف الوصول إلى أرضية مشتركة تضمن الإجماع والتوافق والتعاون الدولي والاستجابات الفعالة للجرائم الناشئة، وتحديات سيادة القانون لدعم التنمية المستدامة، والنهج الوطني للمشاركة العامة في تعزيز منع الجريمة والعدالة الجنائية.
عكفت اللجنة التحضيرية على عقد اجتماعات ولقاءات متفرقة داخل دولة قطر وخارجها للبحث آليات التحضير والاطلاع على مواقف بعض الجمعيات الدولية والشخصيات ووفود الدول المشاركة بشأن مختلف القضايا المطروحة على جدول أعمال المؤتمر، وما يشغلها في مجال منع الجريمة والعدالة الجنائية.

### اعــــلانالدوحـــــة2015
حظيت الزيارات الخارجية للجنة التحضيرية واجتماعات الخبراء المعنيين مع الدول ذات السبق والاهتمام في الامم المتحدة بقضايا منع الجريمة والعدالة الجنائية ومع ممثلي المنظمات الدولية المعنية بقبول واسع وتوافق كبير حول المسودة المقترحة لإعلان الدوحة 2015 م، التي استوعبت كثير من الموضوعات التي تجاوزتها المؤتمرات السابقة ولم تجاز من قبل أعضاء المؤتمرات السابقة.

### تدشين مــــوقــــع المؤتمر على الإنترنت
تم تدشين مــــوقــــع المؤتمر على الانترنت في يــوم 24/10/2014م علــى يـــد معالــى/ رئيس مجلس الوزراء ووزير الداخلية ويهدف الموقع إلى التسهيل على المشاركين في مؤتمر الدوحة 2015 من خلال استخدام الوسائل التكنولوجية المتطورة ويحتوى على مجموعة مـن الأخبار والفعاليات بلغات الامم المتحدة الأربع: (العربية الانجليزية الفرنسية الاسبانية) ومعلومات مهمة للتعريف بدولة قطر، وعاداتها وتقاليدها، المواقع السياحية بالدولـة، وأماكن التسوق والترفيه وخدمات المواصلات والاتصالات، كما يحوى على صفحة فيسبوك وروابط لحسابات تويتر وانستغرام.
ويضم الموقع مؤتمرات العدالة الجنائية السابقة، كما يتضمن المركز الإعلامي المعني بمتابعة أخبار المؤتمر وإصدار النشرات الصحفية اليومية طوال فترة انعقاد المؤتمر إلى جانب الخدمات المقدمة لوسائل الإعلام المختلفة المحلية والخارجية، حتى تتمكن من إبراز فعاليات المؤتمر بمستوى متميز يليق بأهمية وأهدافه السامية والنبيلة لمنع الجريمة وإقامة العدالة الجنائية في مختلف الدول المشاركة كما يتيح الموقع نافذة يمكن من خلالها التسجيل للمشاركة والحضور للمؤتمر.

### تطبيقات ذكية للمشاركين في المؤتمر
بالإضافة إلى تدشين تطبيق تكنولوجي خاص بالهواتف الذكية سيسهل كثيرا على المشاركين حيث سيتوفر عبر البرنامج جميع المعلومات التي يحتاجها المشاركون فضلا عن خرائط بأماكن القاعات وكيفية الوصول إليها والجدول الزمنى لاعمال المؤتمر وغيرها من المعلومات التي تتعلق بالمؤتمر، وقد وفر الموقع الإلكتروني الذي تم تدشينه نبذة موجزة عن المؤتمر ودليل المناقشة، الاجتماعات التحضيرية، واللجنة التحضيرية للإعداد والتحضير لاستضافة المؤتمر.

### منتدي الدوحة للشباب
منتدي الدوحة للشباب حول منع الجريمة والعدالة الجنائية هو شراكة بين اللجنة التحضيرية للإعداد والتحضير لاستضافة مؤتمر منع الجريمة والعدالة الجنائية للعام 2015 م ومؤسسة قطر للتربية والعلوم وتنمية المجتمع، وسوف يعقد المنتدى على هامش مؤتمر الأمم المتحدة الثالث عشر لمنع الجريمة والعدالة الجنائية الذي سيعقد خلال الفترة من 12-19/4/2015 بمركز قطر الوطني للمؤتمرات، بينما منتدى الدوحة للشباب سيسبقه وسيعقد خلال الفترة من 7-9/4/2015
ويناقش المنتدى ذات الموضوعات التي يناقشها المؤتمر، بإرادة شبابية وعزيمة وفكر ثاقب للطرح وتبادل الافكار وتبنى القضايا الدولية، ويقام للمرة الأولى في منطقة الخليج، ويمثل هذا المنتدى مبادرة فريدة اطلقتها دولة قطر تهدف إلى إشراك الشباب في الموضوعات المتصلة بمؤتمر الأمم المتحدة الخاص بمنع الجريمة والعدالة الجنائية، وسيشارك في المنتدى عدد كبير من طلاب جامعات قطر وعدد من طلاب جامعات خارجية للدول المشاركة في المؤتمر من حوالي 25 جنسية ويقدم توصياته مباشرة عن طريق الشباب المشاركين إلى الامين العام للامم المتحدة في أفتتاح مداولات المؤتمر.

### ورشة تدريبية
جاء تنظيم فعاليات ورشة العمل التدريبية، ذات الصلة بأعمال مؤتمر الأمم المتحدة الثالث عشر لمنع الجريمة والعدالة الجنائية، بنادي الضباط بالإدارة العامة للدفاع المدني خلال الفترة من (1-4/2/2015) في إطار رفع مستوى الوعي بأهمية المؤتمر بين ممثلي الجهات المعنية بالدولة وأعضاء في اللجنة التحضيرية وتبصيرهم بالموضوعات التي سيتم مناقشتها والنتائج المتوقعة، إلى جانب دور دولة قطر وإسهامها والتحضيرات الجارية لاستضافة المؤتمر.